# 德姬
德姬（1559年—1636年），織田信長之女，名五德。德姬的生母為信長側室生駒吉乃，因此德姬與織田信忠、織田信雄皆同母所生。人稱岡崎殿。
桶狹間之戰過後，德川家獨立，並且與織田家友好。1563年時兩家同盟，並約定兒女婚約；在1567年時，信長將五德送往德川家，與家康的嫡子竹千代結婚。1570年，竹千代元服，並拜領信長名中一字，正式改名為松平信康。家康在信康元服後，便移居濱松城，讓信康成為岡崎城的城主。
五德和信康之間，生有兩名女兒。由於她是織田家的女兒，使得由今川家出身的婆婆築山殿對她並無好感；再加上五德接連生下的都是女兒，造成婆媳與夫婦之間多有齟齬。1579年，時年二十歲的五德寫了一封記載丈夫與婆婆共十二條罪狀的書信回娘家，指出築山殿疑有與武田家密通、行為不檢，以及信康素有暴行等事項。信長為此非常不滿，要求家康處置築山殿母子。最後家康命家臣野中重政處決築山殿於濱名湖畔，年三十七歲。而信康也被家康賜死，切腹，年二十一歲。
築山事件翌年1580年，家康送五德出岡崎城，讓她返回娘家。五德便住在美濃岐阜城，接受兄長織田信忠的照顧（時信長已移居安土城，岐阜城為信忠領）；1582年，信忠死於本能寺之變後，便由二哥織田信雄照顧。以後她被稱為「岡崎殿」，原本在小牧長久手之戰時被信雄當做講和條件，準備送給秀吉當政治人質，但這件事後來作罷。1590年，信雄被改封到別處，她則回到母親娘家在尾張的領地居住。
她晚年移住京都並在那裡過世，葬在大德寺總見院。法名見星院香巖寿桂大姊。